# Türkeli
Türkeli ist eine Kleinstadt und Hauptort des gleichnamigen Landkreises (İlçe) in der türkischen Provinz Sinop. Die Stadt liegt etwa 91 Straßenkilometer (Luftlinie: 70 km) westlich von Sinop am Schwarzen Meer. Der Ort hieß zuerst Yarna, ab 1928 Gemiyanı und ab 1957 Türkeli („Türkenland“). Die Umbenennung zu Türkeli erfolgte auf persönlichen Vorschlag von Adnan Menderes. Die im Stadtlogo vorhandene Jahreszahl (1957) dürfte auf das Jahr der Ernennung zur Stadtgemeinde (Belediye) hinweisen.
Der Kreis Türkeli grenzt an den „Mutterkreis“ Ayancık im Osten, im Süden und Westen bildet die Provinz Kastamonu die Grenze.
Der Landkreis Türkeli wurde am 1. Mai 1957 aus dem westlichen Teil des Landkreises Ayancık abgetrennt (Gesetz Nr. 7033). Bis dahin war er ein Bucak (VZ 1955: 21.538 Einw. in 44 Ortschaften) in diesem Kreis. Die erste Volkszählung nach der Eigenständigkeit brachte für den neuen Kreis 18.932 Einwohner: 621 in der Kreisstadt (Şehir), 10.925 im Merkez Bucağı (23 Orte) und 7.386 im Helaldi Bucağı (12 Orte).
Neben der Kreisstadt bestand der Kreis Ende 2020 aus 33 Dörfern (Köy), mit durchschnittlich 293 Bewohnern. Güzelkent (889), Akçabük (619), Direkli (578) und Kayabaşı (567) sind die größten Dörfer, zwölf Dörfer haben mehr Einwohner als der Durchschnitt (293).
Die Bevölkerungsdichte ist die zweithöchste der Provinz, der urbane Bevölkerungsanteil des Kreises liegt bei 39,42 Prozent.